# Le Puits-des-Mèzes
Pour les articles homonymes, voir Le Puits.
Le Puits-des-Mèzes est une ancienne commune française du département de la Haute-Marne en région Grand Est. Elle est associée à la commune de Biesles depuis 1972.

## Géographie
Totalement enclavé par une forêt, le village du Puits-des-Mèzes est traversé par la route D119 et se situe au nord-est de Chaumont.

## Histoire
Mentionné sous le nom de Puis des Maizes en 1653, ce village est peu ancien et ne paraît pas remonter au delà du xviie siècle ; sa seigneurie appartenait à l'abbaye de La Crête.
En 1789, Le Puits-des-Mèzes dépend de la province de Champagne, du bailliage de Chaumont et de la mairie royale de Bourdons.
Le 1er octobre 1972, la commune du Puits-des-Mèzes est rattachée à celle de Biesles sous le régime de la fusion-association.

## Politique et administration

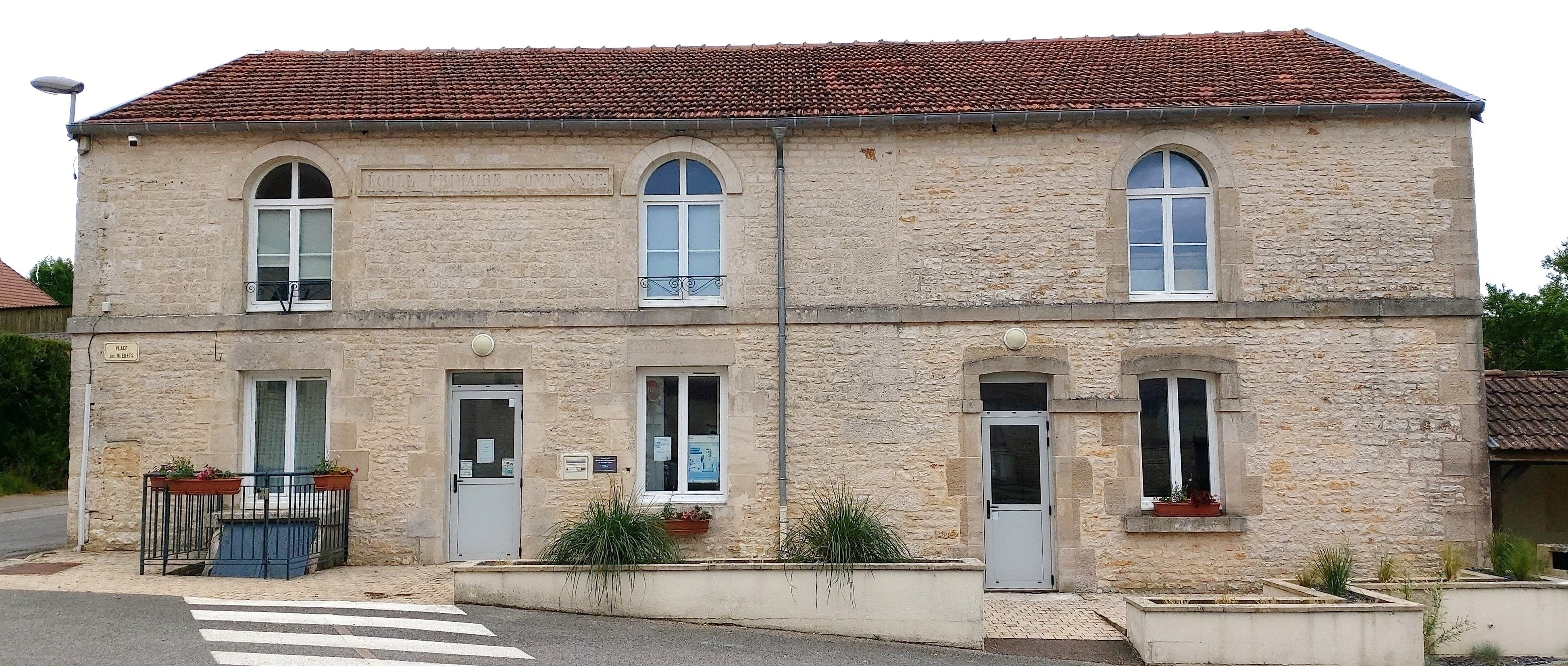
La mairie

| Période                                  | Période | Identité          | Étiquette | Qualité |
| ---------------------------------------- | ------- | ----------------- | --------- | ------- |
|                                          |         | Jean-Yves CHAGNET |           |         |
| Les données manquantes sont à compléter. |         |                   |           |         |

## Population et société

### Démographie
| 1793 | 1800 | 1806 | 1821 | 1831 | 1836 | 1841 | 1846 | 1851 |
| ---- | ---- | ---- | ---- | ---- | ---- | ---- | ---- | ---- |
| 206  | 243  | 246  | 290  | 305  | 302  | 285  | 287  | 307  |

| 1856 | 1861 | 1866 | 1872 | 1876 | 1881 | 1886 | 1891 | 1896 |
| ---- | ---- | ---- | ---- | ---- | ---- | ---- | ---- | ---- |
| 276  | 277  | 255  | 250  | 255  | 231  | 238  | 238  | 230  |

| 1901 | 1906 | 1911 | 1921 | 1926 | 1931 | 1936 | 1946 | 1954 |
| ---- | ---- | ---- | ---- | ---- | ---- | ---- | ---- | ---- |
| 206  | 177  | 181  | 174  | 182  | 121  | 115  | 147  | 142  |

| 1962 | 1968 | - | - | - | - | - | - | - |
| ---- | ---- | - | - | - | - | - | - | - |
| 140  | 132  | - | - | - | - | - | - | - |

### Sports
- Centre équestre "Les Écuries du Puits des Mèzes", fondé en 1999[4].

## Lieux et monuments

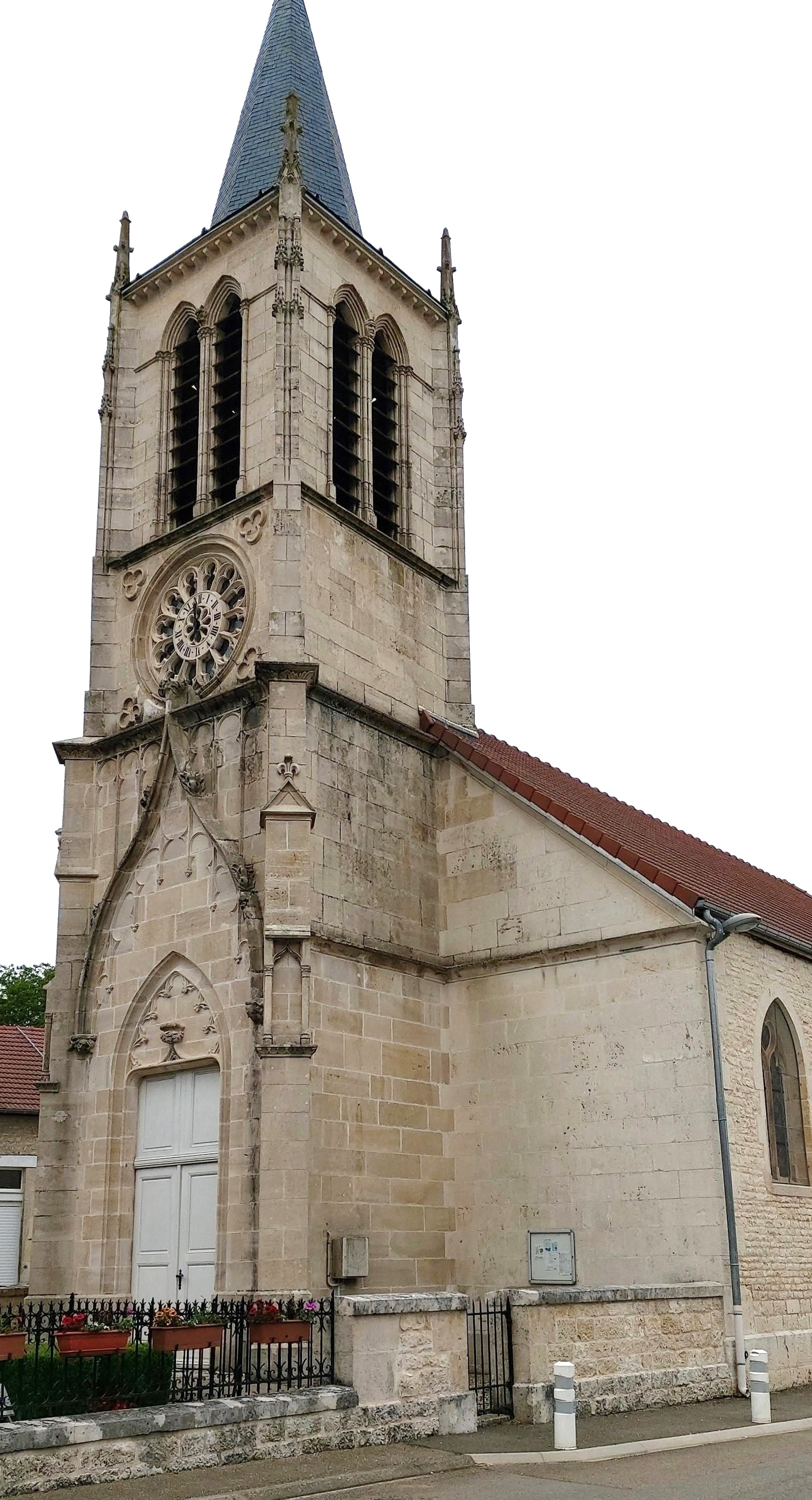
Église Notre-Dame-de-la-Nativité, érigée en paroisse curiale en 1803, reconstruite en 1843 .
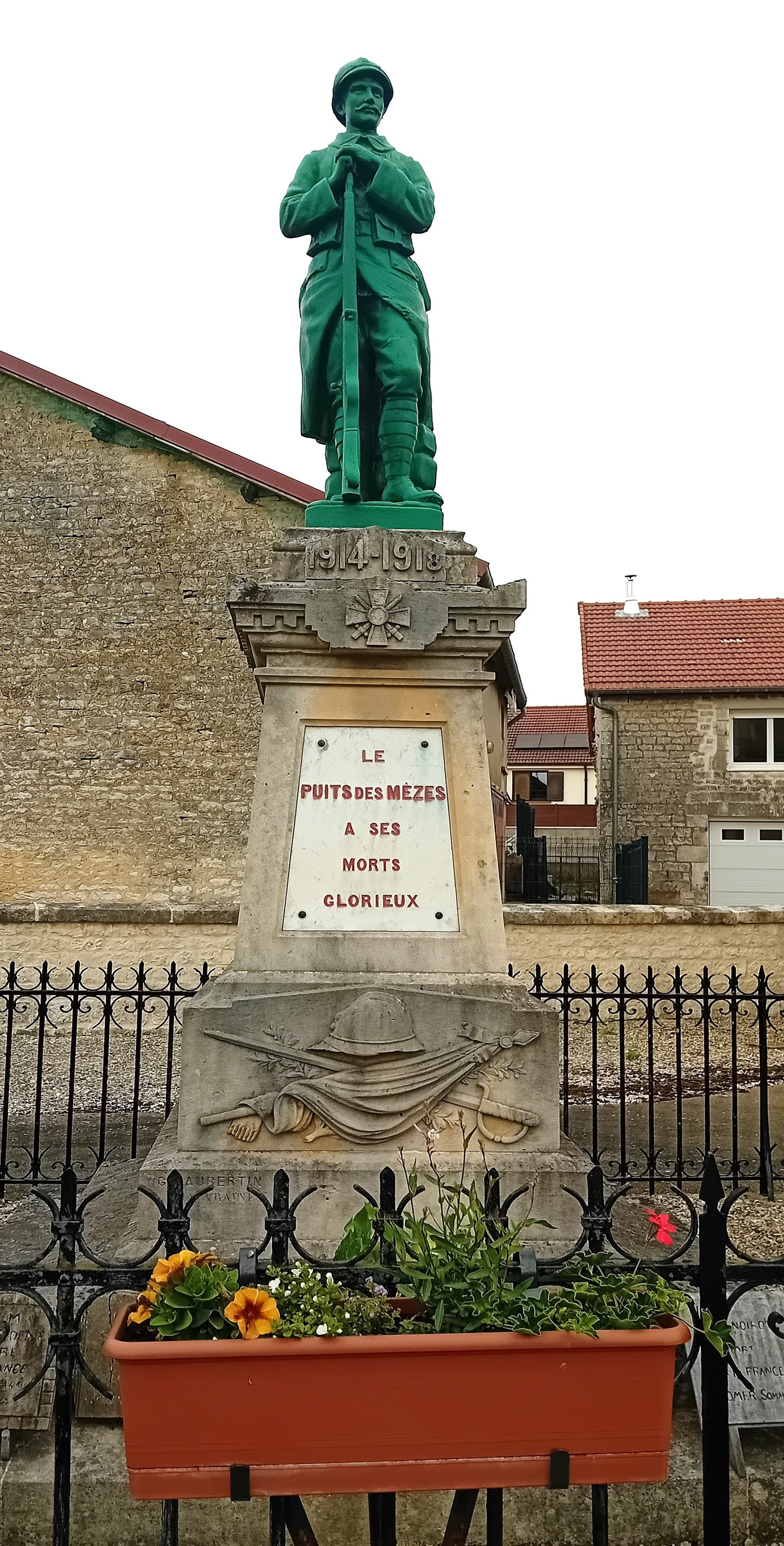
Monument aux Morts .   - L'église Notre-Dame-de-la-Nativité.
  - Le monument aux Morts